# Лего. Фильм
«Лего Фильм» (англ. The LEGO Movie) — датско-американо-австралийский полнометражный компьютерный анимационный фильм, снятый режиссёрами Филом Лордом и Кристофером Миллером по их собственному сценарию и сюжету с Дэном и Кевином Хейгменами. Действие мультфильма разворачивается в мире LEGO. По сюжету, обычный строитель Эммет Блоковски, которого по ошибке принимают за Избранного, должен спасти вселенную Лего от злого Лорда Бизнеса. Главных героев озвучили Крис Прэтт, Уилл Феррелл, Элизабет Бэнкс, Уилл Арнетт, Ник Офферман, Чарли Дэй, Лиам Нисон и Морган Фримен.
Мировая премьера состоялась 1 февраля 2014 года в Копенгагене. Фильм получил высокую оценку критиков и показал хороший результат в мировом прокате — более 468 млн долларов при бюджете в 60 млн. Фильм был удостоен премии BAFTA в номинации лучший анимационный полнометражный фильм.

## Сюжет
Старый волшебник по имени Витрувиус пытается защитить опасную и мощную реликвию известную как «Адскл» от злого Президента (Лорда) Бизнеса. После короткого сражения Витрувиус проигрывает и оказывается ослеплен. Он предупреждает Бизнеса о пророчестве, в котором говорится о Избранном, что победит зло. Лорд Бизнес не верит и сбрасывает Витрувиуса в пропасть.
Восемь с половиной лет спустя Эммет, обычный строитель, который следует всем предписанным ему инструкциям, после работы встречает таинственную девушку без рабочей униформы, которая ищет что-то на строительной площадке. Последовав за ней, Эммет падает в яму и находит Блок Сопротивления. После прикосновения к нему Эммет испытывает различные видения и теряет сознание. Его пробуждает Злой коп и вместе со своей «доброй» стороной допрашивает, откуда у Эммета Блок Сопротивления, намертво приклеившийся к его спине. Эммет узнаёт о том, что лорд Бизнес хочет склеить весь мир при помощи «Адскла» под прикрытием праздника Тако-вторник. Таинственная девушка, представляющая себя как Дикарка, спасает Эммета от срезывающего лазера, и они убегают на построенном Дикаркой из подручных деталей мотоцикле. Начинается погоня; Дикарка узнаёт, что Эммет даже не Великий Мастер. Пара сбегает из Кирпичграда и попадает в Старый Запад, где Дикарка отводит Эммета к Витрувиусу, объясняя, что он и она — Великие Мастера, обладающие способностью строить без предписанных заранее инструкций. Пришедший к власти Лорд Бизнес, ненавидящий самовольничество, приказал построить стены между мирами, а Мастеров заточил в Мыслительный отсек своей башни.
В этой башне лорд Бизнес приводит Доброго копа, альтер эго Злого копа, в свою комнату реликвий из другого мира — нашего мира. Бизнес объясняет Копу, что всё в мире должно быть на своих местах и заставляет копа приклеить собственных родителей. Добрый коп не может этого сделать, и Бизнес безжалостно стирает это лицо. Оставшийся Злой коп выполняет задачу и отправляется на поиски Избранного.
Витрувиус отправляет письма в Заоблачную страну на встречу Великих Мастеров. Злой коп выслеживает Эммета, Дикарку и Витрувиуса. Дикарка собирает планёр для Эммета, чтобы ускользнуть. После небольшой погони Злой коп на своей машине расстреливает мост, по которому едут герои. К счастью, всю четвёрку подхватил парень Дикарки — Бэтмен. Тот везёт их на встречу в Заоблачную страну, где их встречает Кисонька; все они входят в Собаку — здание в форме собачьей головы.
Эммет не может сказать хорошую речь, но вмешивается Железная борода и рассказывает об атаке на башню Бизнеса, после которой он потерял почти всё тело. Внезапно Заоблачная страна подвергается атаке суперсекретной полиции на их дропшипах. Злой коп захватывает почти всех мастеров. К Эммету, Витрувиусу, Дикарке, Кисоньке и Бэтмену присоединяется жаждущий построить свой звездолёт космонавт Бенни, и вся команда строит подлодку.
Вскоре стены подлодки не выдерживают, и она разрушается. Все спасаются на одной из дурацких идей Эммета — двухъярусном диване, который поисковая группа Злого копа не замечает. Их подхватывает Железная борода на своём корабле. Там Эммет создаёт инструкцию для транспортника робокопов и план уничтожения Адскла, разочаровывая Бенни тем, что его звездолёт вновь оказался не нужен. Команда пробирается в башню Бизнеса, где Дикарка, на самом деле Люся, раскрывается Эммету. К несчастью, команду ловят и отправляют в Мыслительный отсек. Витрувиус сопротивляется, но Бизнес швыряет в его шею четвертак, обезглавливая его.
Лорд Бизнес отрубает Блок сопротивления со спины Эммета, сбрасывает его с края Вселенной, предаёт Злого копа и оставляет мастеров умирать. Перед Эмметом появляется призрак Витрувиуса и объясняет, что пророчество — выдумка, но любой сможет стать избранным, если поверит в себя. Привязанный к батарее механизма самоуничтожения Эммет падает с края Вселенной, чтобы спасти своих друзей, оборвав провода. Злой коп переходит на сторону Великих Мастеров, рисуя заново стёртое лицо Доброго копа. Дикарка рассказывает жителям Кирпичграда об Эммете и плане Бизнеса, призывая всех строить без инструкций. Бенни наконец-то создаёт свой звездолёт.
Эммет попадает в реальный мир, где все прошлые события творения находятся в воображении мальчика Финна. Его эгоистичный, высокомерный, одержимый перфекционизмом отец, известный Эммету и Мастерам как «Тот, что выше», ревниво злится на своего сына за то, что он возился с игрушечными конструкциями, играя с ними. Он начинает склеивать фигурки тюбиковым клеем «Адскл», фиксируя их на месте. Понимая, что друзья в опасности, Эммет пытается пошевелиться и падает со стола, привлекая внимание Финна. Финн возвращает Эммета и Блок сопротивления миру LEGO.
Эммет наконец становится Великим Мастером: «Теперь я всё вижу!» и настоящим Избранником и строит гигантского робота, чтобы помочь своим друзьям и противостоять армии лорда Бизнеса. Последний выпускает всех микроменеджеров на битву с Великими Мастерами. В реальном мире отец Финна смотрит на работу своего сына и, наконец, понимает, насколько ценна детская фантазия, которую он пытался подавить из-за своей веры в то, что игрушки LEGO предназначены только для взрослых. Финн рассказывает своему отцу об изобретённых Великих Мастерах и тирании Лорда Бизнеса. Папа понимает, что Лорд Бизнес на самом деле он сам, и обнимает Финна, словно прося прощения за его эгоизм. Тем временем Эммет пробирается в Башню Президента и убеждает его, что Президент — Избранный, поскольку всё, что существует в мире, было построено им, и граждане любят его здания. Эммет передаёт Блок сопротивления Бизнесу, который на самом деле является клеевым колпачком. Президент закрывает им клей, который взрывается.
Эммет воссоединяется с друзьями, и президент Бизнес выливает растворитель из гигантской лейки. Все персонажи снова вместе, и Бэтмен позволяет Дикарке стать подругой Эммета.
Внезапно с неба спускается огромный блестящий шар, из которого выходят пришельцы DUPLO, потому что в то же время папа говорит Финну, что его младшая сестра тоже хочет играть в LEGO.

## Персонажи
- Эммет Блоковски — главный герой, законопослушный, самый обычный строитель из Кирпичграда, которого принимают за Избранного.
- Дикарка (Люся) — девушка из игры «LEGO Universe», которая хотела стать Избранной, но увидев Эммета, стала помогать ему в спасении мира LEGO.
- Витрувиус — слепой маг, который предсказал победу Избранного над Лордом Бизнесом. Немного странный, но очень опытный и мудрый маг.
- Президент Бизнес — втайне от других — Лорд Бизнес. Ненавидит хаос и требует точного соблюдения всех инструкций. Президент корпорации «Octan» и всего мира как сказано в его теле-обращении. Разделил миры по тематикам (Кирпичград, Дикий Запад, Среди-Зеландия и др.) и запретил путешествия между ними. Носит шлем с огненными трубами и большие ноги из LEGO-блоков.
- Злой коп / Хороший коп — приспешник Лорда Бизнеса с раздвоением личности, возглавляет полицию Кирпичграда.
- Железная борода — пират, потерявший тело после нападения на штаб Лорда Бизнеса. Его голова помещена в собранный из LEGO-блоков экзоскелет.
- Кисонька — кошечка-единорог из заоблачной страны. Всегда старается веселиться и не отчаиваться, подавляя свою агрессивную сторону.
- Бенни — космонавт из набора 1980-х годов, обожающий строить звездолёты.
- Бэтмен — самоуверенный и немного эгоистичный костюмированный герой. Ошибочно полагает, что никто не знает его настоящей личности. Первый парень Дикарки.
- «Тот, кто наверху» — обычный человек, бизнесмен, коллекционер LEGO (все миры из фильма выстроены в его гараже на столах). Мифическое проявление высшей силы вселенной LEGO. Не любит, когда сын трогает его фигурки LEGO.
- Финн[14] — сын коллекционера, мальчик с хорошей фантазией. Всё происходящее было его игрой, в которую вмешался отец.
- Великие мастера — Гэндальф, Альбус Дамблдор, Авраам Линкольн, Зелёный Фонарь, Супермен, Чудо-женщина, Флэш, Уильям Шекспир, Микеланджело (художник), Микеланджело (черепашка), Милхаус Ван Хутен, Статуя Свободы, Клеопатра, Медуза Горгона, Болотное чудовище, Звёзды баскетбола, Робин Гуд, Рестлер Эль-Мачо, Команда Железной бороды, Ведьма, Призрак, Добрый вампир, Русалка, Пираты Мужчина и Женщина, Панда, Зелёный ниндзя, Фокусник, Мим, Танцор диско, Астронавт серого цвета, Смотритель Зоопарка и другие LEGO-фигурки, способные собирать наборы LEGO не по инструкциям.

## Озвучивание
| Актёр          | Роль                              |
| -------------- | --------------------------------- |
| Крис Прэтт     | Эммет Блоковски                   |
| Уилл Феррелл   | Президент Бизнес                  |
| Элизабет Бэнкс | Дикарка / Люся                    |
| Уилл Арнетт    | Брюс Уэйн / Бэтмен                |
| Ник Офферман   | Железная борода                   |
| Элисон Бри     | Кисонька                          |
| Чарли Дэй      | Бенни                             |
| Лиам Нисон     | Злой Коп / Хороший Коп, Папа Копа |
| Морган Фримен  | Витрувиус                         |
| Тодд Хансен    | Гэндальф                          |
| Джона Хилл     | Зелёный Фонарь                    |
| Ченнинг Татум  | Кларк Кент / Супермен             |
| Коби Смолдерс  | Диана / Чудо-женщина              |
| Дэйв Франко    | Валли                             |

| Актёр            | Роль                |
| ---------------- | ------------------- |
| Уилл Форте       | Авраам Линкольн     |
| Шакил О'Нил      | Шакил О'Нил         |
| Америка Дуглас   | певица              |
| Лейки Вескиметс  | компьютер           |
| Билли Ди Уильямс | Лэндо Калриссиан    |
| Энтони Дэниелс   | C-3PO               |
| Кит Фергюсон     | Хан Соло            |
| Киган-Майкл Кей  | Усач Фрэнк          |
| Келли Лафферти   | Сварливый ассистент |
| Крис МакКей      | Лари Кофевар        |
| Крис Палюсцек    | Шериф-не-робот      |
| Крис Романо      | Джо                 |
| Мелисса Штурм    | Галя, Мама Копа     |
| Джорма Таккон    | Уильям Шекспир      |

## Актёры
| Актёр        | Роль             |
| ------------ | ---------------- |
| Уилл Феррелл | Тот, кто наверху |
| Джэйдон Сэнд | Финн             |

## Саундтрек
Список треков:
| №   | Название                                                                           | Длительность |
| --- | ---------------------------------------------------------------------------------- | ------------ |
| 1.  | «Everything Is Awesome!!!» (исполнено группами Tegan and Sara и The Lonely Island) | 2:43         |
| 2.  | «Prologue»                                                                         | 2:28         |
| 3.  | «Emmet's Morning»                                                                  | 1:59         |
| 4.  | «Emmet Falls in Love»                                                              | 1:11         |
| 5.  | «Escape»                                                                           | 3:27         |
| 6.  | «Into the Old West»                                                                | 1:00         |
| 7.  | «Wyldstyle Explains»                                                               | 1:21         |
| 8.  | «Emmet's Mind»                                                                     | 2:17         |
| 9.  | «The Transformation»                                                               | 1:46         |
| 10. | «Saloons and Wagons»                                                               | 3:38         |
| 11. | «Batman»                                                                           | 1:23         |
| 12. | «Middle Zealand»                                                                   | 0:28         |
| 13. | «Cloud Cuckooland and Ben the Spaceman»                                            | 1:25         |
| 14. | «Emmet's Speech»                                                                   | 2:02         |
| 15. | «Submarines and Metalbeard»                                                        | 1:49         |
| 16. | «Requiem for Cuckooland»                                                           | 1:23         |
| 17. | «Reaching the Kragle»                                                              | 2:35         |
| 18. | «Emmet's Plan»                                                                     | 1:54         |
| 19. | «The Truth»                                                                        | 3:16         |
| 20. | «Wildstyle Leads»                                                                  | 2:46         |
| 21. | «Let's Put It All Back»                                                            | 2:02         |
| 22. | «I Am a Master Builder»                                                            | 2:48         |
| 23. | «My Secret Weapon»                                                                 | 4:19         |
| 24. | «We Did It!»                                                                       | 1:31         |
| 25. | «Everything is Awesome!!!» (Jo Li - Джошуа Бартоломью и Лиза Харритон)             | 1:26         |
| 26. | «Everything is Awesome!!! (Unplugged)» (Шоун Паттерсон и Сэмми Аллен)              | 1:24         |
| 27. | «Untitled Self Portrait» (Уилл Арнетт)                                             | 1:08         |
| 28. | «Everything is Awesome!!! (Instrumental)»                                          | 2:41         |

## Реакция кинокритиков
| Рейтинги                | Рейтинги |
| Издание                 | Оценка   |
| ----------------------- | -------- |
| Internet Movie Database | [ 16 ]   |
| Metacritic              | [ 11 ]   |
| allmovie                | [ 17 ]   |
| Rotten Tomatoes         | [ 12 ]   |
| Empire                  | [ 18 ]   |
| Rolling Stone           | [ 19 ]   |

Фильм был тепло принят критиками сразу после выхода. На сайте Rotten Tomatoes в качестве общей характеристики выбрана фраза: «„Лего Фильм“, хвастающийся замечательной анимацией, прекрасным подбором актёров озвучивания, смешными гэгами и удивительно проработанной историей — красочное удовольствие для зрителей любого возраста». Американская пресса также очень положительно отреагировала на мультфильм. Обозреватель журнала Entertainment Weekly Оуэн Глэйберман написал, что «Лего. Фильм» оригинален и отличается от современных компьютерных мультфильмов крупных студий, которые «перестали нас удивлять». Также он назвал фильм «комедией, которая не прекращает изумлять». Ричард Корлисс из журнала Time назвал «Лего. Фильм» «самым смешным, умным и волнующим анимационным фильмом в истории». Питер Хартлауб, критик газеты San Francisco Chronicle, отозвался о фильме как об «удивительном сюрпризе, талантливо написанном и выполненным чётко кирпичик к кирпичику». Также он отметил, что «Лего. Фильм» оказался лучше, чем некоторые недавние номинанты «Оскара» в категории «Лучший фильм года».
4 декабря фильм получил награду премии Национального совета кинокритиков США за лучший оригинальный сценарий года и был включён в список десяти главных фильмов года. При этом награду в номинации за лучший анимационный фильм получил «Как приручить дракона 2», в список десяти фильмов не вошедший.
Фильм получил крайне высокие оценки мировой кинопрессы: на сайте Metacritic фильм получил 83 балла из 100 на основе рецензий 43 критиков, на сайте Rotten Tomatoes средняя оценка критиков составляет 96 % на основе 193 рецензий.

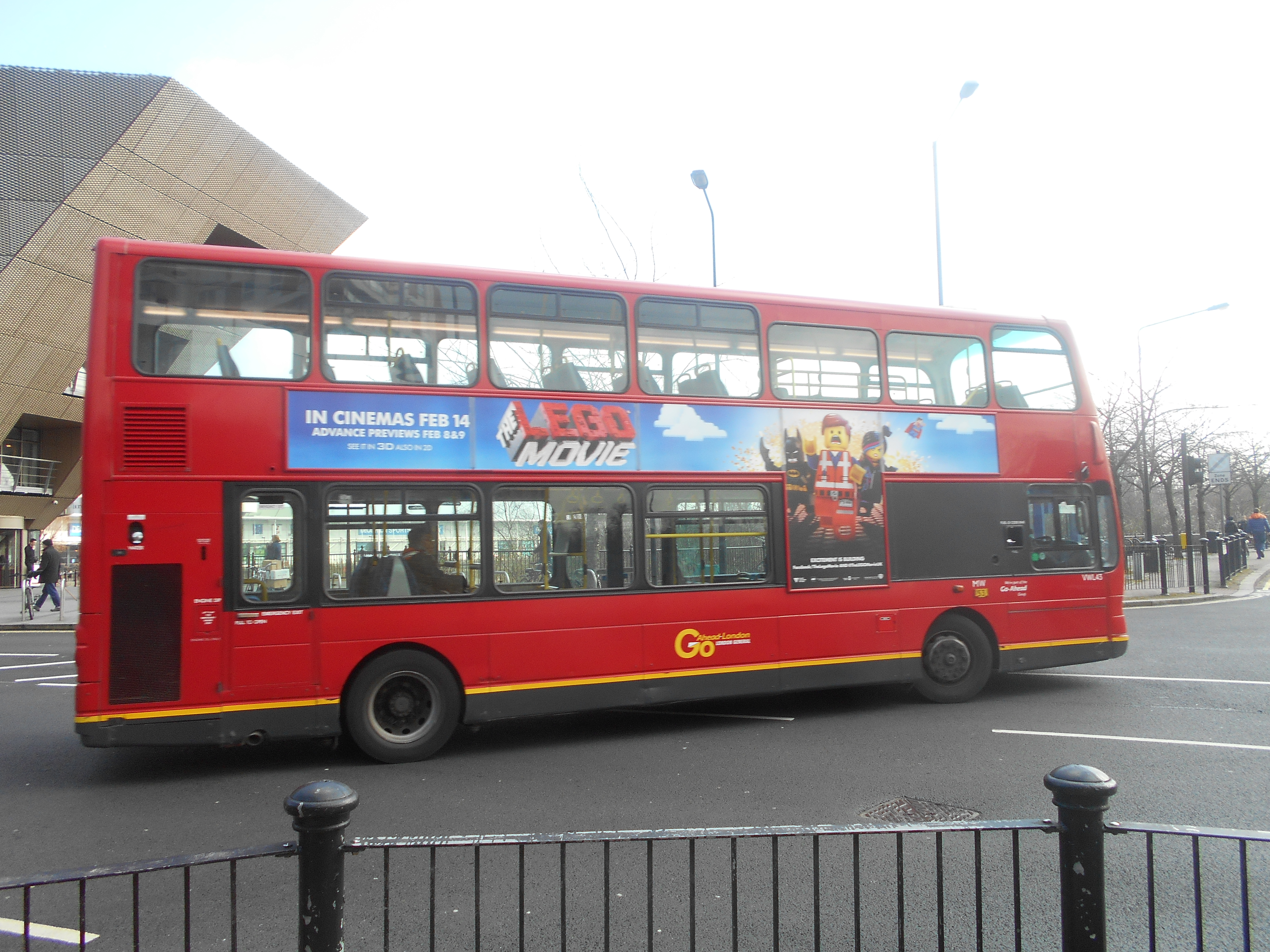
Лондонский автобус с изображением Лего. Фильма

## Производство
Фильм находился в разработке студии Warner Bros. с 2008 года. В августе 2009 года было объявлено, что Дэн и Кевин Хагеманы написали сценарий о приключениях наборов конструкторов в мире LEGO.

## Прокат
В Великобритании, Исландии и Финляндии прокат стартовал 14 февраля 2014 года, в Португалии, России и на Украине — 27 февраля 2014 года, в Венесуэле, Японии и на Кипре — 21 марта 2014 года.

## Награды и номинации
| Награда                                           | Категория                                                              | Номинант(ы)                                                                          | Результат |
| ------------------------------------------------- | ---------------------------------------------------------------------- | ------------------------------------------------------------------------------------ | --------- |
| AACTA Awards                                      | Лучшие визуальные эффекты или анимация                                 | Крис Маккей, Эмбер Нейсмит, Эйдан Сарсфилд и Грант Фрекелтон                         | Победа    |
| Оскар                                             | Лучшая оригинальная песня                                              | «Everything Is Awesome» авторы: Шон Паттерсон, JoLi и The Lonely Island              | Номинация |
| American Cinema Editors                           | Лучший монтаж в анимационном фильме                                    | Дэвид Барроуз, Крис Маккей                                                           | Победа    |
| Энни                                              | Лучший анимационный фильм                                              | Лего. Фильм                                                                          | Номинация |
| Энни                                              | Анимированные эффекты в анимационном производстве                      | Джаяндера Данаппал, Мэтт Эбб, Кристиан Эпунан Эрнандес, Даниэль Брукс и Рафаэль Гадо | Номинация |
| Энни                                              | Режиссура в анимационном производстве                                  | Фил Лорд и Кристофер Миллер (режиссёры); Крис Маккей (сорежиссёр)                    | Номинация |
| Энни                                              | Постановка дизайна в анимационном производстве                         | Грант Фрекелтон                                                                      | Номинация |
| Энни                                              | Сценарий в анимационном производстве                                   | Фил Лорд и Кристофер Миллер                                                          | Победа    |
| Энни                                              | Редакция в анимационном производстве                                   | Дэвид Барроуз, Тодд Хансен, Дуг Николас, Джонатан Таппин и Кортни О’Брайен-Браун     | Номинация |
| Austin Film Critics Association                   | Лучший анимационный фильм                                              | Лего. Фильм                                                                          | Победа    |
| BAFTA                                             | Лучший анимационный фильм                                              | Лего. Фильм                                                                          | Победа    |
| Black Reel Awards                                 | Лучшее озвучивание                                                     | Морган Фримен                                                                        | Победа    |
| 45-я ежегодная Британская академия детских наград | Детское голосование — фильм 2014 года                                  | Лего. Фильм                                                                          | Номинация |
| 45-я ежегодная Британская академия детских наград | Детский художественный фильм 2014 года                                 | Лего. Фильм                                                                          | Победа    |
| Broadcast Film Critics Association                | Лучший анимационный фильм                                              | Лего. Фильм                                                                          | Победа    |
| Broadcast Film Critics Association                | Лучшая песня                                                           | «Everything Is Awesome»                                                              | Номинация |
| Ассоциация кинокритиков Чикаго                    | Лучший анимационный фильм                                              | Лего. Фильм                                                                          | Победа    |
| Dallas-Fort Worth Film Critics Association        | Лучший анимационный фильм                                              | Лего. Фильм                                                                          | Победа    |
| Dublin Film Critics Circle                        | Лучшие десять фильмов                                                  | Лего. Фильм                                                                          | 4 место   |
| Империя                                           | Лучшая комедия                                                         | Лего. Фильм                                                                          | Номинация |
| Florida Film Critics Circle                       | Лучший анимационный фильм                                              | Лего. Фильм                                                                          | Победа    |
| Золотой глобус                                    | Лучший анимационный фильм                                              | Лего. Фильм                                                                          | Номинация |
| Golden Tomato Awards 2014                         | Лучший анимационный фильм                                              | Лего. Фильм                                                                          | Победа    |
| Golden Tomato Awards 2014                         | Лучший широкий выпуск 2014                                             | Лего. Фильм                                                                          | 2 место   |
| Грэмми                                            | Лучшая песня, написанная для визуальных медиа                          | «Everything Is Awesome»                                                              | Номинация |
| Heartland Film Festival 2014                      | Награда «Настоящий фильм»                                              | Фил Лорд и Кристофер Миллер                                                          | Победа    |
| Houston Film Critics Society                      | Лучший анимационный художественный фильм                               | Лего. Фильм                                                                          | Победа    |
| Houston Film Critics Society                      | Лучшая оригинальная песня                                              | «Everything Is Awesome»                                                              | Победа    |
| Hollywood Music in Media Awards                   | Лучшая оригинальная песня в анимационном фильме                        | «Everything Is Awesome»                                                              | Победа    |
| Hollywood Music in Media Awards                   | Лучший оригинальная партитура в анимационном фильме                    | Марк Мазерсбо                                                                        | Номинация |
| Kerrang! Awards                                   | Лучший фильм                                                           | Лего. Фильм                                                                          | Победа    |
| Kids' Choice Awards                               | Любимый анимационный фильм                                             | Лего. Фильм                                                                          | Номинация |
| Kids' Choice Awards                               | Любимый киноактер                                                      | Уилл Арнетт                                                                          | Номинация |
| Национальный совет кинокритиков США               | Лучший оригинальный сценарий                                           | Фил Лорд и Кристофер Миллер                                                          | Победа    |
| Национальный совет кинокритиков США               | Лучшие десять фильмов                                                  | Лего. Фильм                                                                          | Победа    |
| New York Film Critics Circle Awards               | Лучший анимационный фильм                                              | Лего. Фильм                                                                          | Победа    |
| New York Film Critics Online                      | Лучший анимационный фильм                                              | Лего. Фильм                                                                          | Победа    |
| Online Film Critics Society                       | Лучший фильм                                                           | Лего. Фильм                                                                          | Номинация |
| Online Film Critics Society                       | Лучший анимационный фильм                                              | Лего. Фильм                                                                          | Победа    |
| People’s Choice Awards                            | Любимый семейный фильм                                                 | Лего. Фильм                                                                          | Номинация |
| Гильдия продюсеров Америки                        | Лучший выдающийся продюсер анимационных театральных фильмов            | Дэн Лин                                                                              | Победа    |
| San Diego Film Critics Society                    | Лучшая анимация                                                        | Лего. Фильм                                                                          | Номинация |
| San Francisco Film Critics Circle                 | Лучший анимационный фильм                                              | Лего. Фильм                                                                          | Победа    |
| Спутник                                           | Лучший анимационный фильм                                              | Лего. Фильм                                                                          | Номинация |
| Спутник                                           | Лучший оригинальный сценарий                                           | Фил Лорд и Кристофер Миллер                                                          | Номинация |
| Спутник                                           | Лучшая оригинальная песня                                              | «Everything Is Awesome»                                                              | Номинация |
| Сатурн                                            | Лучший анимационный фильм                                              | Лего. Фильм                                                                          | Победа    |
| St. Louis Gateway Film Critics Association        | Лучший анимационный фильм                                              | Лего. Фильм                                                                          | Победа    |
| 16-й кинофестиваль SXSW                           | Премия SXSW Film Design (Специальное признание жюри)                   | Брайан Мах (дизайнер)                                                                | Победа    |
| Teen Choice Awards                                | Выбор фильма: Анимация                                                 | Лего. Фильм                                                                          | Номинация |
| Teen Choice Awards                                | Выбор фильма: Голос                                                    | Крис Прэтт                                                                           | Номинация |
| Toronto Film Critics Association                  | Лучший анимационный фильм                                              | Лего. Фильм                                                                          | 2 место   |
| 13-я премия Общества визуальных эффектов          | Выдающаяся анимация в анимационном художественном фильме               | Крис Маккей, Эмбер Нейсмит, Джим Додд, Дэвид Уильямс                                 | Номинация |
| 13-я премия Общества визуальных эффектов          | Выдающиеся эффекты моделирования в анимированном художественном фильме | Карстен Колве, Джаяндера Данаппал, Мэтт Эбб, Майлз Грин                              | Номинация |
| Washington D.C. Area Film Critics Association     | Лучший анимационный фильм                                              | Лего. Фильм                                                                          | Победа    |
| Washington D.C. Area Film Critics Association     | Лучший оригинальный сценарий                                           | Фил Лорд и Кристофер Миллер                                                          | Номинация |

## Продолжение
9 февраля 2017 года состоялась премьера спин-оффа «Лего Фильм: Бэтмен».
21 сентября 2017 года состоялась премьера Лего Фильм: Ниндзяго. 8 февраля вышел первый трейлер
7 февраля 2019 года состоялась премьера сиквела Лего. Фильм 2.